# شهرستان فنگهوانگ
شهرستان فنگهوانگ (به لاتین: Fenghuang County) یک منطقهٔ مسکونی در چین است که در ولایت خودمختار شیانگشی توجیا و میائو واقع شده‌است. شهرستان فنگهوانگ ۱٬۷۵۱٫۱۰ کیلومتر مربع مساحت و ۳۵۰٬۱۹۵ نفر جمعیت دارد.